# Aurora-Subglazialbecken
Das Aurora-Subglazialbecken (englisch: Aurora Subglacial Basin) ist ein großes, durch Gletschereis vollständig überdecktes Becken westlich des Dome Charlie, das sich in nordwestlicher Ausrichtung zur Küste unweit des Shackleton-Schelfeises erstreckt.
Seine Ausdehnung wurde mittels Sonarortung im Rahmen eines gemeinsamen Programms des Scott Polar Research Institute, der National Science Foundation und Dänemarks Technischer Universität zwischen 1967 und 1979 ermittelt. Benannt ist es nach dem Forschungsschiff Aurora, das im Rahmen der Australasiatischen Antarktisexpedition (1911–1914) und für die Ross Sea Party bei der Endurance-Expedition (1914–1914) eingesetzt wurde.
Die Stabilität der Eismassen des Beckens sind durch die Marine Ice Sheet Instability gefährdet, da es eine entsprechende Topologie aufweist.